# Cotys II
Pour les articles homonymes, voir Cotys.
Cotys II est un prince de Thrace du IIe siècle av. J.-C. et roi des Odryses, son règne se situe entre les années 185 et 165 av. J.-C. Il est le fils de Seuthès IV, son prédécesseur, et le mari de Semestra et le père de Beithyas (Beithys), son successeur et de Diegylus.
Il est connu pour avoir aidé Persée de Macédoine contre les Romains. Il amène 2 000 soldats, dont la moitié en cavalerie, à Persée. Il commande l'aile gauche lors de la bataille où le consul Licinius Crassus est défait (bataille de Callinicus), en l'an 171 av. J.-C.
Eumène II, roi de Pergame et allié des Romains, ayant fait révolter quelques peuples de la Thrace, Cotys est obligé de quitter Persée de Macédoine pour aller défendre ses États.
Il participe aussi à la bataille de Pydna, où il fuit dans les premiers au côté de Persée. Son fils, vraisemblablement Beithyas (Beitheys), est capturé par Paul Émile après la bataille, et orne le triomphe romain du général. Cotys envoie une ambassade à Rome pour le réclamer, ainsi que d'autres otages, et excuser sa conduite dans la guerre de Macédoine. Le Sénat de la République romaine, souhaitant s'attacher le royaume thrace, accepte de renvoyer le fils et les otages sans rançon.
On ignore l'histoire de Cotys après cette ambassade qui se déroule en 167 av. J.-C. C'est à partir de cette époque que le royaume des Odryses devient un allié puis client de la République romaine.

### Sources partielles
- « Cotys II », Charles Weiss, Biographie universelle, ou Dictionnaire historique contenant la nécrologie des hommes célèbres de tous les pays, 1841 [détail des éditions].
- Tite-Live (trad. Désiré Nisard), Histoire romaine, Paris, 1864 (lire en ligne).
- (en) Ian Mladjov, de l'Université du Michigan, liste des rois odrysiens de Thrace.
- (en) Site hourmo.eu, collection of Greek Coins of Thrace, Index des rois.